# Alf Petersson
Alf Petersson, född 5 februari 1933 i Helsingborg, död 29 mars 2024, var en svensk sprinter (400 m) och längdhoppare. Han tävlade för IFK Helsingborg. Petersson utsågs 1957 till Stor grabb nummer 193 i friidrott.
Alf Petersson var vid EM i friidrott 1958 med och tog bronsmedalj i stafett 4x400 m och kom också femma individuellt på 400 m. Han hade det svenska rekordet på 400 m åren 1958 till 1962. Han tog fyra SM-guld på 400 m åren 1955 till 1960.

## Karriär
Alf Petersson började sin idrottskarriär som längdhoppare men sadlade senare om till löpning 400 m.
1955 vann Alf Petersson 400 m vid SM, på 48,1.
Även 1957 tog han SM-guld på 400 m, denna gång på tiden 48,0.
Vid SM 1958 tog Alf Petersson sitt tredje guld på 400 m. Den 20 augusti 1958 i Stockholm tangerade Alf Petersson Lars-Erik Wolfbrandts och Gösta Brännströms svenska rekord på 400 m (47,4). Den 19 september i Åbo förbättrade han rekordet till 47,0. Han behöll det tills Hans-Olof Johansson förbättrade det till 46,7 1962. Vid EM i Stockholm detta år (1958) kom han på femte plats på 400 m, med tiden 47,5. Han var också med i det svenska stafettlaget (ihop med Hans Lindgren, Nils Holmberg och Lennart Jonsson) som tog brons på 4x400 m.
1960 vann Petersson ett fjärde SM-tecken på 400 m, nu på 47,8. Vid OS i Rom detta år deltog han i 400 m. Han vann sitt försöksheat på 48,3, men kunde sedan inte ställa upp i kvartsfinalen. Han var också med i det svenska stafettlaget på 4x400 m som slogs ut i försöken. De andra var Per-Owe Trollsås, Lennart Jonsson och Hans-Olof Johansson.
Hans personbästa är: 11,0 på 100 m, 22,0 på 200 m, 47,0 på 400 m, 1.50,6 på 800 m, 7,31 i längdhopp.